# 小野晃
小野 晃（おの あきら、1931年11月29日 - 1988年1月26日）は日本の地球物理学者。専門は大気物理学。

## 経歴
長野県東筑摩郡塩尻町（現塩尻市）生まれ。1956年、東京大学理学部物理学科卒業、同大学院数物系研究科地球物理課程修了。1961年、東京大学理学部助手。土壌粒子・火山灰などの自然氷晶核の起源、性質、ヨウ化銀を用いた人工降雨研究が中心であったが、雲物理学にて脚光を浴びた。
1966年から1969年、オーストラリアのCSIRO滞在中、モソップ博士らとの雲中氷晶飛行機観測にて、特に目覚しい業績を遺す。また、同国滞在中にビッグ博士らと大気エアロゾル粒子の研究を開始。
1969年、気象庁気象研究所研究官、のち研究室長、1977年、名古屋大学水圏科学研究所教授に就任。大学院生を指導の傍ら研究を続けた。
個々の硫酸塩粒子と硝酸塩粒子を同定する試薬薄膜法を開発し、成層圏エアロゾル粒子の組成、海上の微小な硫酸粒子の存在、都市大気中の硝酸塩粒子の形成など、大気中の化学反応を粒子レベルで研究することを可能にし、これらの研究が高く評価されたことにより、1988年度の日本気象学会賞が授与された。
晩年は、腎臓の治療を続けながら、地球規模の大気化学研究計画（IGAC）の実現に尽力したものの、1988年1月26日、心不全により帰らぬ人となった。享年56歳。
非常に真面目で正義感に溢れた温厚篤実な人柄であり、会話の語尾に『それでいいんじゃないですか。』と添えるのが口癖であった。その言葉に大勢の人々が背中を押されたという。